# Samuel Cueto
Pour les articles homonymes, voir Cueto.
Samuel Cueto, né en 1977 en France, est un photographe français. Il est connu pour ses portraits et photos de rue en argentique, présentement représenté par 193 Gallery.
Portraitiste de rue, Samuel Cueto a concentré son travail sur les laissés pour compte, les invisibles qui vivent loin des centres-villes. Originaire des quartiers populaires de cette France « oubliée », le photographe rend logiquement hommage à ses semblables dont personne ne semble plus faire attention.
Samuel Cueto nous parle aussi de lui au travers des portraits qu'il prend de personnes au parcours en apparence chaotique : des êtres abimés mais authentiques, et qui exercent une beauté magnétique sur le spectateur. Alors que de nombreux photographes ont essayé de capturer le monde des ghettos et des banlieues sans parvenir à dépasser l'exotisme de la photographie de safari, Samuel Cueto n'a pas peur de se salir les mains et de montrer l'envers sale et crasseux de notre société. Le photographe cristallise avec son appareil nos problématiques les plus actuelles : acceptation de l’autre dans sa différence, son vécu, et ses origines.

## Biographie
En 2010, après une carrière dans le rap au sein du groupe 2Trepides sous le pseudonyme Muels Pavarotti, Samuel Cueto se reconvertit dans la photo.
En 2016, il fait sa première exposition sur la City Of Smile à la galerie Argentic de Paris, présentant des photos en noir et blanc de gangs thaïlandais.
En 2018, dans une nouvelle exposition, il présente une sélection de ses photos prises en Thaïlande, en Inde et au Sénégal.